# Halmstadgade
Halmstadgade er en gade i det nordlige Aarhus mellem Hasle Ringvej og Olof Palmes Allé, plus et par sidegader til selve centralgaden. Gaden ligger i et kvarter med flere uddannelsesinstitutioner, bl.a. Aarhus Tech og Aarhus Akademi (adresse på søstergaden Gøteborg Allé), ligesom Aarhus Skøjtehal og Christiansbjerghallen er beliggende tæt ved Halmstadgade. Bybussen 6A går igennem gaden og har stoppesteder ved Skøjtehallen og Aarhus Tech.

## Historie
Oprindeligt blev Halmstadgade og Olof Palmes Allé dannet som én gade i 1966 under navnet "Halmstadgade", men gaden nord for t-krydset ved Nehrus Allé blev i 1986 omdøbt til "Olof Palmes Allé" som en hyldest til den svenske statsminister Olof Palme, der blev myrdet i februar samme år.  Halmstadgade er opkaldt efter den vestsvenske by Halmstad og ligger i et større kvarter på Christiansbjerg med gader navngivet efter norske og svenske byer.
Gaden har postnummeret 8200 og ligger i Aarhus N.